# Quattro giornate di Monza
Le Quattro giornate di Monza sono state un'insurrezione armata avvenuta tra il 18 e il 21 marzo 1848 nella città di Monza, che portò alla temporanea liberazione della città dal dominio austriaco.
Questi moti si svolsero nel contesto della Prima guerra d'indipendenza italiana e parallelamente alle più note cinque giornate di Milano.

## Contesto storico
Nel marzo 1848, l'intera Lombardia era attraversata da fermenti rivoluzionari che culminarono con l'insurrezione di Milano il 18 marzo. L'ondata patriottica si propagò rapidamente in numerose località lombarde, tra cui Monza, centro strategico sulla linea ferroviaria Milano-Chiasso. Gli eventi monzesi si svolsero in un clima di grande tensione, causato dalla presenza di truppe austriache nella vicina Seregno e nella stessa Monza, sotto il comando del maggiore Francesco Sterchele.

### La sollevazione popolare
La rivolta a Monza ebbe inizio nella giornata del 18 marzo 1848. In seguito alla notizia del sollevamento della città di Milano, l'arciprete monzese Francesco Zanzi ordinò di far suonare le campane di tutte le chiese cittadine, mentre venivano fatti volare in cielo palloni di carta velina con la scritta: «Milano è insorta, accorrete!».
Uno dei primi a muoversi fu Enrico Cernuschi, studente monzese di buona famiglia che in seguito partecipò anche ai moti milanesi insieme al suo insegnante Carlo Cattaneo, che sventolò in piazza una bandiera tricolore. Insieme a Gerolamo Borgazzi, ispettore ferroviario che aveva precedentemente servito nella Legione straniera, i rivoltosi si radunarono sotto i portici dell'Arengario. Borgazzi organizzò un gruppo di circa 2000 volontari, con cui occupò la stazione ferroviaria e si impadronì di alcuni convogli per raggiungere Milano e partecipare alla rivolta.

### La repressione austriaca
Nel frattempo, l'esercito austriaco tentò di contenere l'insurrezione. La notte tra il 18 e il 19 marzo, tre compagnie del reggimento croato "Barone Geppert", al comando del maggiore Francesco Sterchele, entrarono in città da Seregno. Stabilito il quartier generale all'Osteria della Posta Vecchia, le truppe si dispiegarono nel Pratum Magnum (oggi piazza Trento e Trieste) e alle due porte cittadine superstiti: Porta San Biagio e Porta d'Agrate, presso via Bergamo, entrambe fortificate con pezzi d'artiglieria.
Il 19 marzo fu proclamato il coprifuoco, e sui muri della città vennero affissi manifesti che vietavano gli assembramenti. Tuttavia, nel pomeriggio centinaia di persone si radunarono sotto l'Arengario e in piazza dinanzi al Seminario (attuale liceo classico Zucchi) esibendo bandiere tricolori. I soldati tentarono di disperdere la folla con la forza: si verificarono scontri armati che causarono almeno cinque morti accertati e numerosi feriti.
Tra le vittime si ricordano Francesco Mazzola, droghiere e possidente di 36 anni, colpito da un colpo d'archibugio, e un merciaio sessantenne. Le truppe, dopo aver mantenuto il controllo della città per l'intera notte, furono costrette a ritirarsi il 21 marzo.

### L'assalto finale e la liberazione
La mattina del 21 marzo, un contingente di circa 5000 insorti armati, provenienti dalle campagne brianzole e lecchesi, si avvicinò a Monza. I soldati austriaci, usciti per fronteggiare i rivoltosi, vennero attaccati anche dalla popolazione cittadina. Sterchele e i suoi uomini si rifugiarono temporaneamente nel Seminario e poi si aprirono un varco verso la Villa Reale, all'epoca residenza del Viceré, subendo gravi perdite.
Delle circa 900 truppe iniziali, solo 160 riuscirono a rifugiarsi nella Villa Reale, mentre altri 220 soldati lasciati in caserma furono catturati dai rivoltosi. La città passò così sotto il controllo degli insorti.

### Barricate e difesa della città
Nei giorni seguenti, gli insorti si prepararono a un possibile contrattacco austriaco. Vennero erette numerose barricate in vari punti della città, inclusi il cortile del Municipio, Porta Nuova, il Carrobiolo, Sant'Orsola, San Pietro Martire, e lungo le strade per Muggiò, Lecco e Concorezzo. Le barricate furono realizzate con tronchi d'albero tagliati nelle campagne circostanti.

## Conseguenze
La rivolta di Monza si concluse senza l'immediato ritorno delle truppe imperiali, che giunsero nuovamente in citrà solo nell'agosto 1848, dopo l'armistizio di Salasco. La città pagò un prezzo alto in termini di vite umane, ma contribuì alla mobilitazione popolare contro l'Impero asburgico.

## Citazioni e riferimenti

### Luoghi e intitolazioni
- Sul Municipio di Monza fu posta una lapide a ricordo degli insorti monzesi.
- A Monza è presente piazza Quattro giornate di Monza, alle quali è stata intitolata il 28 settembre 2023.
- Alcune vie cittadine sono intitolate a protagonisti delle Quattro Giornate: via Enrico Cernusci e via Gerolamo Borgazzi.